# PLGR

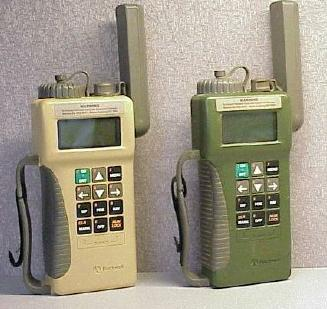
異なる塗装が施された2つのPLGR。

AN/PSN-11精密軽量GPS受信機(PLGR、口語で「プラガー(plugger、充電器の意)」とも) はアメリカ軍によって配備されている、強化され、携帯可能で一つの周波数を利用するGPS受信機である。暗号化されたGPS信号のP(Y)コードにアクセスするため、精密包囲網サービス-セキュリティモジュール(PPS-SM)を使用する。
1990年1月に導入され、2004年に防衛高度GPS受信機(DAGR)に後継されるまで広く売り捌かれた。その際165,000以上のPLGRが世界中で入手され、DAGRによって後継されているにもかかわらず、かなりの数が配備されている。アメリカ軍で最も使われているGPS受信機でもある。
PLGRは長さ24センチメートル、幅10センチメートル、厚さ7センチメートルであり、バッテリーを含め1.25キログラムである。当初は6年間の保証でアメリカ軍に納入されたが、2000年6月に10年間まで延長された。

## バージョン
- AN/PSN-11 - NSN 5825-01-374-6643 - 初期のバージョン(タンのケース)
- AN/PSN-11(V)1 "Enhanced PLGR" - NSN 5825-01-395-3513 - 強化されたバージョン(緑のケース)